# Jürgen Wittmann
Jürgen Wittmann (* 14. August 1966 in Neustadt an der Donau) ist ein ehemaliger deutscher Fußballtorwart und Torwarttrainer. Er spielte in der Bundesliga für Fortuna Düsseldorf und die SpVgg Unterhaching.

## Laufbahn
In der Jugend spielte er zunächst bei seinem Heimatverein TSV Neustadt/Donau und schloss sich 1982 der Jugend des 1. FC Nürnberg an. Als 18-Jähriger wechselte er 1984 von dort zum seinerzeitigen Bayernligisten MTV Ingolstadt und durchlebte mit diesem Abstieg (1985) und Wiederaufstieg (1987). 1987 qualifizierte sich der MTV außerdem für den DFB-Pokal, in dem die Mannschaft, mit Torwart Wittmann, gegen die Amateure des SV Werder Bremen in der ersten Runde ausschied. In der damals drittklassigen Bayernliga sorgte der Aufsteiger 1987/88 für Aufsehen, als er vor allem in der ersten Saisonhälfte in der Spitzengruppe platziert war und schließlich Vierter wurde.
1989 folgte er einem Angebot von Fortuna Düsseldorf, für den er am 24. Februar 1990 sein Profidebüt in der Bundesliga gab. Er kam bei der Fortuna aber nicht über die Rolle des Ersatztorwarts hinter Jörg Schmadtke hinaus. Nach drei Jahren, bei denen Wittmann auf 10 Bundesligaeinsätze kam, stiegen die Fortunen schließlich als Tabellenletzter aus der Bundesliga ab und er verließ den Verein.
Danach kehrte er wieder in den gehobenen bayerischen Amateurfußball zurück und spielte für den FC Augsburg und erneut für den MTV Ingolstadt, mit dem er sich 1994 für die Bayernliga qualifizierte. Zur nächsten Saison (1994/95) kam er schließlich zur SpVgg Unterhaching in die neu eingeführte drittklassige Regionalliga (Staffel Süd), wo er Stammtorwart wurde. Bereits im ersten Jahr stieg er mit dem Verein in die 2. Fußball-Bundesliga auf. Zur Saison 1999/00 stieg er mit Unterhaching in die Bundesliga auf und war dort bis zu einer Verletzung am 27. Spieltag Stammtorwart. Danach wurde er von Gerhard Tremmel verdrängt. Die SpVgg erreichte den Klassenerhalt. In der Sommerpause gab es einen offenen Konkurrenzkampf zwischen Wittmann und Tremmel, den Wittmann zunächst aufgrund einer Verletzung Tremmels für sich entschied. Als Tremmel am 3. Spieltag wieder zur Verfügung stand, saß Wittmann jedoch wieder auf der Ersatzbank und absolvierte kein weiteres Spiel mehr.
Nach dem Abstieg der Unterhachinger, für die er in sieben Jahren 172 Ligaspiele absolvierte, spielte er ab 2001 noch zwei Spielzeiten für die zweite Mannschaft des TSV 1860 München in der Bayernliga. Vereinzelt saß er zudem bei der Bundesliga-Mannschaft auf der Ersatzbank. Von 2003 bis 2013 arbeitete er bei 1860 als Torwarttrainer. Bis 2007 trainierte er die Torhüter von der U16 bis zur U23, danach gehörte er dem Trainerstab der ersten Mannschaft an. Am 12. November 2007 saß er beim Zweitligaspiel gegen Borussia Mönchengladbach wegen personeller Probleme noch einmal als Ersatztorhüter auf der Bank bei den Profis, kam aber nicht zum Einsatz.
Im Sommer 2013 wurde Wittmann Übergangskoordinator beim TSV 1860 und kümmerte sich dabei um individualisierte Förderung der Talente der Münchner Löwen. Seit 2017 arbeitet er in der Verwaltung des TSV 1860.

## Spielstatistik
| Liga          | Spiele (Tore) |
| ------------- | ------------- |
| 1. Bundesliga | 039 (0)       |
| 2. Bundesliga | 112 (0)       |
| Regionalliga  | 031 (0)       |